# 小环江
小环江，位于中华人民共和国贵州省东南部和广西壮族自治区北部，是龙江左岸支流，发源于贵州省从江县加榜乡上寨村西南2千米处，南流进入广西环江毛南族自治县境，经环江县龙岩乡、东兴镇和长美乡后进入宜州市，经安马乡，至怀远镇汇入龙江。河长153千米，平均比降1.41‰，流域面积2362平方千米。